# 22 juillet
Pour les articles homonymes, voir Vingt-Deux-Juillet.
22 juin 22 août
Chronologies thématiques
- Croisades
- Ferroviaires
- Sports
- Disney
- Anarchisme
- Catholicisme

Abréviations / Voir aussi
- (° 1852) = né en 1852
- († 1885) = mort en 1885
- a.s. = calendrier julien
- n.s. = calendrier grégorien
- Calendrier
- Calendrier perpétuel
- Liste de calendriers
- Naissances du jour

Le 22 juillet est le 203e jour de l'année du calendrier grégorien, 204e lorsqu'elle est bissextile, il en reste ensuite 162.
Son équivalent était généralement le 4 thermidor du calendrier républicain / révolutionnaire français, officiellement dénommé jour de l'ivraie (la plante).

## Événements

### XIesiècle
- 1099 : Godefroy de Bouillon est élu avoué du Saint-Sépulcre.

### XIIIesiècle
- 1209 : sac de Béziers durant la croisade des albigeois.
- 1298 : bataille de Falkirk pendant la première guerre d'indépendance de l'Écosse.

### XVesiècle
- 1443 : victoire de la confédération des VIII cantons sur Zurich et le Saint-Empire, à la bataille de Saint-Jacques sur la Sihl, pendant l'ancienne guerre de Zurich.
- 1456 : fin du siège de Belgrade par les troupes de l'empire ottoman.
- 1499 : bataille de Dornach (guerres de Souabe).

### XVIIesiècle
- 1691 : victoire wilhelmienne décisive face aux Jacobites à la bataille d'Aughrim.

### XVIIIesiècle
- 1731 : Philippe V et Charles VI signent le deuxième traité de Vienne.
- 1795 : traité de Bâle.
- 1797 : début de la bataille de Santa Cruz de Tenerife entre les flottes britannique et espagnole.

### XIXesiècle
- 1805 : bataille du cap Finisterre (guerre de la troisième Coalition).
- 1808 : fin de la bataille de Bailén (soulèvement de l'Andalousie contre l'envahisseur français napoléonien).
- 1812 : bataille des Arapiles.
- 1813 : lors de la Bataille de Los Horcones à Barquisimeto au Venezuela, les patriotes triomphent contre les troupes espagnoles, les réduisant de manière écrasante, bien qu'étant surpassés en nombre.
- 1864 : bataille d'Atlanta.

### XXesiècle
- 1917 : le Siam déclare la guerre à l'Allemagne.
- 1946 : attentat de l'hôtel King David à Jérusalem.
- 1947 : le drapeau de l'Inde est adopté.
- 1969 : le général dictateur espagnol Franco désigne le prince Juan Carlos comme son successeur à la tête de l'Espagne.
- 1983 : fin de l'état de siège en Pologne.
- 1994 : Yahya Jammeh prend le pouvoir en Gambie par un coup d'État.

### XXIesiècle
- 2011 : attentats à Oslo et sur l'île d'Utøya en Norvège.
- 2012 : Pranab Mukherjee est élu président de l’Inde.
- 2014 : Joko Widodo est proclamé vainqueur de l’élection présidentielle indonésienne.
- 2016 : le Haut conseil pour l'unité de l'Azawad (H.C.U.A.) expulse un groupe d'autodéfense touareg « Imghad » et ses alliés (G.A.T.I.A.) de la ville de Kidal au Mali.

## Arts, culture et religion
- 1997 : première parution de One Piece.

## Sciences et techniques
- 2019 : le Conseil supérieur de l'audiovisuel (C.S.A.) de Belgique publie pour la première fois des autorisations de la norme de radiodiffusion Digital Audio Broadcasting (D.A.B.+) qui doit alors remplacer à terme l'analogique[1].

## Économie et société
- 1685 : la marquise Madame de Sévigné exprime à son cousin paternel Bussy son contentement sur leur plus lointaine généalogie en commun connue.
- 1879 : le Palais du Luxembourg à Paris accueille l'institution républicaine de la Chambre haute du Parlement français (actuel Sénat depuis la Constitution de 1958), ce qui sera fêté (d'un feu d'artifice par exemple) le 14 juillet suivant en 1880[2].
- 1894 : Paris-Rouen est la première compétition automobile de l'histoire, « Panhard & Levassor » et «les fils de Peugeot frères » partagent le premier prix.
- 2006 : les ouvriers d'une usine en Chine, fabriquant des jouets pour Joyeux Festin, se révoltent contre leurs conditions de travail.
- 2016 : une fusillade meurtrière a lieu dans un centre commercial à Munich en Bavière (Allemagne).
- 2021 : en Inde, des inondations affectent l’État du Maharashtra et font au moins 115 morts[3].

## Naissances

### XVIesiècle

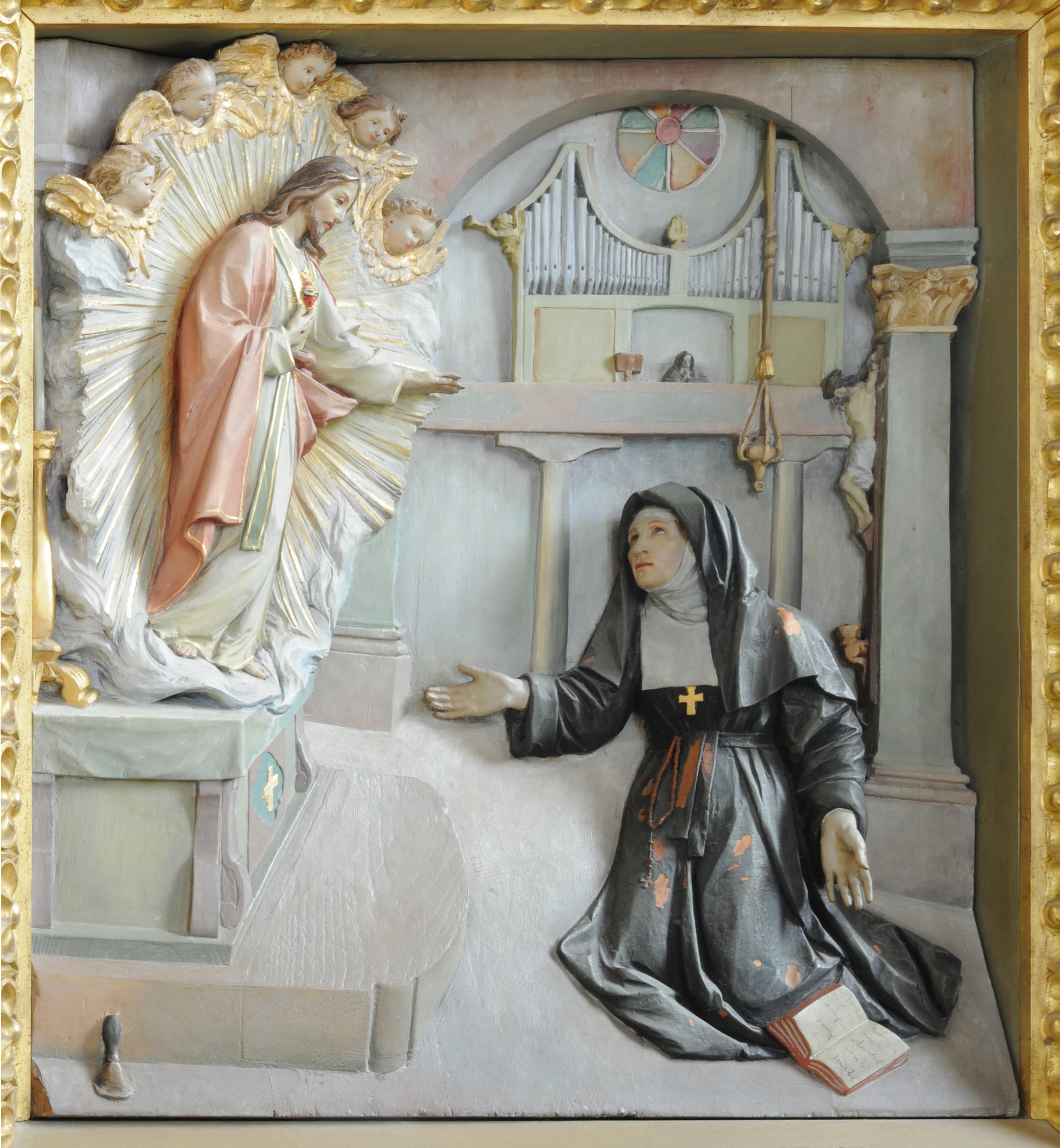
Marguerite Marie Alacoque représentée en l'église paroissiale d'Ortisei

- 1510 : Alexandre de Médicis, duc de Florence de 1532 à 1537 († 6 janvier 1537).
- 1600 : Michel de Marolles, abbé, homme d'Église, traducteur et historien français († 6 mars 1681).

### XVIIesiècle
- 1647 : Marguerite-Marie Alacoque, religieuse bourguignonne canonisée en 1920 et fêtée chaque 16 octobre († 17 octobre 1690).

### XVIIIesiècle
- 1708 : Pierre Lyonnet, artiste, graveur et naturaliste néerlandais († 10 octobre 1789).
- 1763 : Hugues-Bernard Maret, homme politique et diplomate français, président du Conseil en novembre 1834 († 13 mai 1839).
- 1784 : Friedrich Wilhelm Bessel, mathématicien allemand († 17 mars 1846).

### XIXesiècle
- 1803 : Eugène Isabey, peintre français († 25 avril 1886).
- 1804 : Victor Schœlcher, homme politique français († 25 décembre 1893).
- 1820 : Oliver Mowat, homme politique canadien († 19 avril 1903).
- 1821 : Cesare Dell'Acqua, peintre italien († 16 février 1905).
- 1865 : Paul Alphonse Marsac, peintre français († 4 février 1926).
- 1867 : Gustave Le Rouge, écrivain français († 24 février 1938).
- 1876 : Louise Lara (Louise Victorine Charlotte Larapidie-Delisle dite), actrice de théâtre et de cinéma française, mère de Claude Autant-Lara († 9 mai 1952).
- 1877 : Gian Giorgio Trissino, cavalier, premier champion olympique italien de l'histoire des jeux olympiques modernes († 22 décembre 1963).
- 1878 : Janusz Korczak, médecin-pédiatre, éducateur, pédagogue et écrivain polonais († 6 août 1942).
- 1880 : André Pécoud, peintre, illustrateur et affichiste français († 28 janvier 1951).
- 1882 : Edward Hopper, peintre américain († 15 mai 1967).
- 1887 : Gustav Hertz, physicien allemand, lauréat du prix Nobel de physique en 1925 († 30 octobre 1975).
- 1888 : Selman Waksman, microbiologiste américain, Prix Nobel de physiologie ou médecine  en 1952 († 16 août 1973).
- 1890 : Rose Fitzgerald Kennedy, américaine, matriarche de la famille Kennedy († 22 janvier 1995).
- 1893 : Karl Menninger, psychiatre américain († 18 juillet 1990).
- 1894 : Arthur Douville, prélat québécois († 5 août 1986).
- 1898 : Alexander Calder, sculpteur et peintre américain († 11 novembre 1976).
- 1899 : Sobhuza II, roi du Swaziland de 1921 à 1982 († 21 août 1982).

### XXesiècle

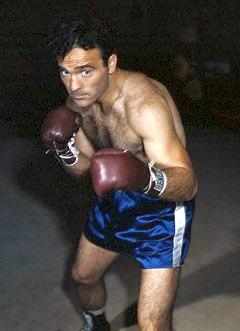
Marcel Cerdan

- 1916 : Marcel Cerdan, champion français de boxe (photo ci-contre), mort accidentellement de retour d'un titre américain († 28 octobre 1949).
- 1923 : 
  - Jean de Herdt, judoka français († 5 janvier 2013).
  - Bob Dole (Robert Joseph Dole dit), homme politique américain candidat à une présidentielle fédérale face à Bill Clinton († 5 décembre 2021).
- 1924 : Margaret Whiting, chanteuse américaine († 10 janvier 2011).
- 1926 : Wolfgang Iser, linguiste et critique littéraire allemand († 24 janvier 2007).
- 1927 : 
  - Pierre Granier-Deferre, réalisateur français († 16 novembre 2007).
  - George Hunter, boxeur sud-africain, champion olympique († 14 décembre 2004).
- 1928 : Orson Bean, acteur américain († 7 février 2020).
- 1929 : Michel Roux, acteur français († 2 février 2007).
- 1931 :
  - Guido de Marco, homme politique maltais, président de la République de Malte de 1999 à 2004 († 12 août 2010).
  - Leo Labine, joueur de hockey sur glace canadien († 25 février 2005).
- 1932 : Oscar de la Renta, styliste de mode dominicain († 20 octobre 2014).
- 1934 : 
  - Louise Fletcher, actrice américaine († 23 ou 24 septembre 2022).
  - Leon Rotman, céiste roumain triple champion olympique.
- 1935 : Santiago Dexeus, gynécologue espagnol.
- 1936 : Nancy Dow (en), actrice américaine († 27 mai 2016).
- 1937 : 
  - Chuck Jackson, chanteur américain. († 16 février 2023).
  - Jean-Claude Lebaube, cycliste sur route français († 2 mai 1977).
- 1938 : Terence Stamp, acteur britannique.
- 1939 : Warda al-Jazairia (وردة الجزائرية), chanteuse algérienne († 17 mai 2012).
- 1941 :
  - Estelle Bennett (en), chanteuse américaine du groupe The Ronettes († 11 février 2009).
  - Macha Béranger, animatrice de radio française († 26 avril 2009).
  - Jacques Mellick, homme politique français.
  - Ron Turcotte, jockey canadien.
- 1942 :
  - Toyohiro Akiyama (秋山 豊寛), spationaute japonais.
  - Gaston Bellemare, éditeur québécois, fondateur du Festival international de la poésie de Trois-Rivières.
- 1943 : Bobby Sherman, chanteur et acteur américain.
- 1944 :
  - Rick Davies, auteur-compositeur-interprète et musicien anglais, membre fondateur du groupe Supertramp.
  - Sparky Lyle (en), joueur de baseball américain.
  - Claude Villers (Marx dit), journaliste français.
- 1946 :
  - Danny Glover, acteur américain.
  - Mireille Mathieu, chanteuse française.
  - Paul Schrader, scénariste et réalisateur américain.
  - Paul-Loup Sulitzer, écrivain français.
- 1947 :
  - Albert Brooks, réalisateur, scénariste et comédien américain.
  - J. Kenneth Campbell, acteur américain.
  - Gilles Duceppe, homme politique québécois.
  - Don Henley, auteur-compositeur-interprète et musicien américain.
  - Robert Lalonde, écrivain et acteur québécois.
  - Mihaela Peneș, athlète roumaine, championne olympique du lancer de javelot.
- 1948 : Guillermo Sáenz, dirigeant des Forces armées révolutionnaires de Colombie († 4 novembre 2011).
- 1949 :
  - Mohammad ben Rached Al-Maktoum (محمد بن راشد آل مكتوم), émir de Dubaï depuis 2006.
  - Alan Menken, compositeur américain de musiques de films dont des chansons Disney.
  - Lasse Virén, athlète finlandais spécialiste du fond, quadruple champion olympique.
- 1950 : Miloslava Rezková, athlète tchécoslovaque, championne olympique du saut en hauteur († 19 octobre 2014).
- 1954 :
  - Pierre Lebeau, acteur québécois.
  - Al Di Meola, guitariste de jazz américain.
- 1955 : Willem Dafoe, acteur, scénariste et producteur américain.
- 1956 : Scott Sanderson, joueur de baseball américain.
- 1957 : Dave Stieb, joueur de baseball américain.
- 1960 : 
  - Ahmed Sani Yerima, homme politique nigérian.
  - Torben Grael, skipper brésilien, double champion olympique.
- 1961 : 
  - Xhevat Bislimi, homme politique kosovar.
  - Pascal Jules, cycliste sur route français († 25 octobre 1987).
- 1962 : 
  - Daisy d'Errata (Anne-Laure Tellenne née Chaptel dite), réalisatrice, comédienne, humoriste et animatrice de télévision française.
  - Martine St-Clair, chanteuse et auteure-compositrice québécoise.
- 1963 :
  - Rob Estes, acteur américain.
  - Olivier Gourmet, acteur belge.
- 1964 : 
  - Éric Brunet, journaliste et polémiste de radio et télé français.
  - Adam Godley, acteur britannique.
  - John Leguizamo, acteur, producteur, scénariste et réalisateur américano-colombien.
- 1965 :
  - Patrick Labyorteaux, acteur américain.
  - Shawn Michaels, catcheur américain.
- 1966 : Tim Brown, joueur de football américain.
- 1969 : 
  - Jason Becker, guitariste de metal néo-classique américain.
  - François-Étienne Paré, acteur et animateur québécois.
  - Ronny Weller, haltérophile allemand, champion olympique.
- 1970 : Sergueï Zoubov (Сергей Александрович Зубов), joueur de hockey sur glace russe.
- 1971 : Kristine Lilly, footballeuse américaine.
- 1972 : Nora Mebarek, femme politique française.
- 1973 :
  - Daniel Jones, musicien, compositeur et producteur australien du groupe Savage Garden.
  - Christophe Michalak, pâtissier français.
  - Rufus Wainwright, chanteur canadien.
- 1974 : Franka Potente, actrice allemande.
- 1976 : Kokia (Akiko Yoshida / 吉田 亜紀子 dite), chanteuse japonaise.
- 1979 : Agnès Martin-Lugand, écrivaine française.
- 1980 :
  - Dirk Kuyt, footballeur néerlandais.
  - Kate Ryan, chanteuse belge.
- 1983 : Je'Kel Foster, basketteur américain.
- 1984 : Stewart Downing, footballeur anglais.
- 1985 : Takudzwa Ngwenya, joueur de rugby américain.
- 1989 :
  - Keegan Allen, acteur américain.
  - Daryl Janmaat, footballeur néerlandais.
- 1990 :
  - Kinga Gajewska, femme politique, politologue, avocate et fonctionnaire locale polonaise.
- 1992 :
  - Vander Blue, basketteur américain.Selena Gomez

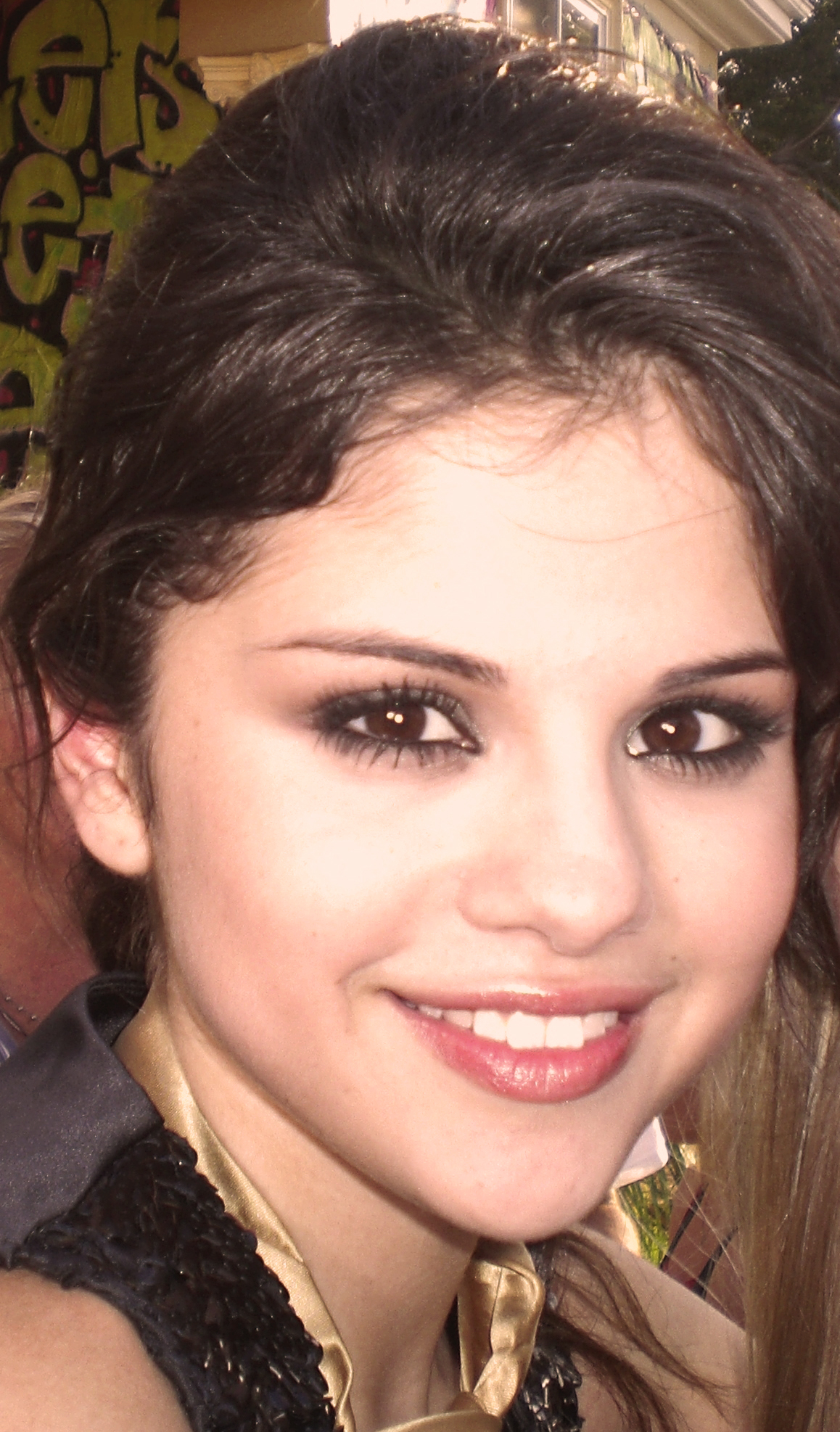
Selena Gomez

  - Selena Gomez, actrice, chanteuse, musicienne, auteure-compositrice-interprète, productrice de musique, styliste, femme d'affaires, et ambassadrice de l'UNICEF américaine (médaillon photo ci-contre).
  - Moeno Nitō (仁藤萌乃), chanteuse et idole japonaise.
- 1993 : Jérémy Sitbon, acteur français.
- 1995 : Marília Mendonça, chanteuse brésilienne de sertanejo († 5 novembre 2021).
- 1998 : Madison Pettis, actrice américaine.

### XXIesiècle
- 2002 : prince Felix de Danemark, comte de Monpezat.
- 2004 : 
  - Yankuba Minteh, footballeur gambien.
  - Logi Róbertsson, footballeur islandais.
- 2013 : prince George de Cambridge, 2e dans l'ordre de succession au trône du Royaume-Uni.

## Décès

### XIIIesiècle
- 1274 : Henri Ier dit « le Gros », roi de Navarre de 1270 à sa mort (° 1244).

### XVesiècle
- 1461 : Charles VII, roi de France de 1422 à 1461 (° 22 février 1587).

### XVIIesiècle
- 1603 : Łukasz Górnicki, écrivain polonais (° 1527).
- 1645 : Gaspar de Guzmán, aristocrate espagnol, mécène littéraire et artistique (° 6 janvier 1827).

### XVIIIesiècle
- 1738 : Wolfgang Hannibal von Schrattenbach, cardinal autrichien (° 12 septembre 1660).

### XIXesiècle
- 1802 : 

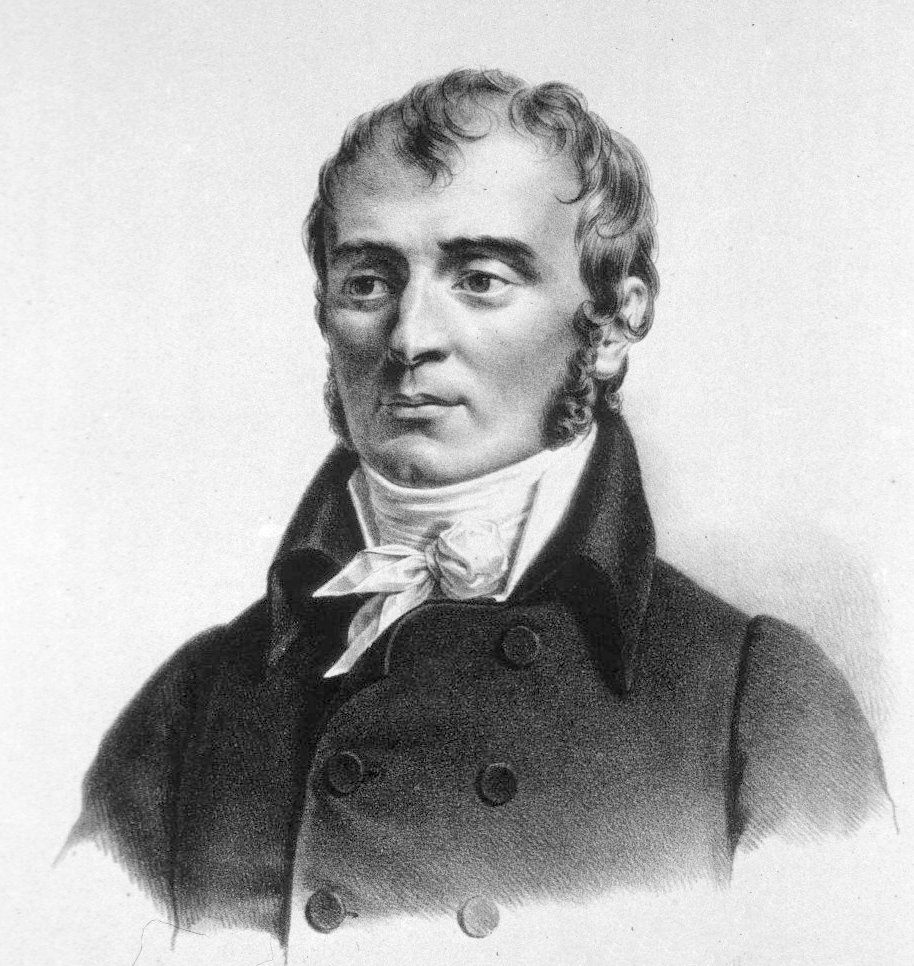
Xavier Bichat

  - Xavier Bichat, biologiste français (° 14 novembre 1771).
  - François-Henri d'Harcourt, militaire français (° 12 janvier 1726).
- 1809 : Jean Senebier, naturaliste et météorologue suisse (° 6 mai 1742).
- 1813 : George Kearsley Shaw, botaniste et zoologiste britannique (° 10 décembre 1751).
- 1823 : William Bartram, naturaliste américain (° 20 avril 1739).
- 1826 : Giuseppe Piazzi, astronome et ecclésiastique italien (° 16 juillet 1746).
- 1832 : Napoléon II, prince impérial français (° 20 mars 1811).
- 1833 : Joseph Forlenze, médecin italien (° 3 février 1757).
- 1839 : Charlotte Martner, peintre miniaturiste française (° 15 août 1781)[4].
- 1850 : Vicente López y Portaña, peintre espagnol (° 19 septembre 1772).
- 1859 : Louis de Potter, homme politique belge (° 26 avril 1786).
- 1886 : Désiré Médéric Le Blond, homme politique français (° 9 mai 1812).
- 1900 : Anne Wang, jeune chrétienne chinoise, martyre (° vers 1886).

### XXesiècle
- 1903 : Cassius Marcellus Clay, militant républicain et abolitionniste américain (° 19 octobre 1810).
- 1915 : Sandford Fleming, ingénieur et inventeur canadien d’origine écossaise (° 7 janvier 1827).John Dillinger

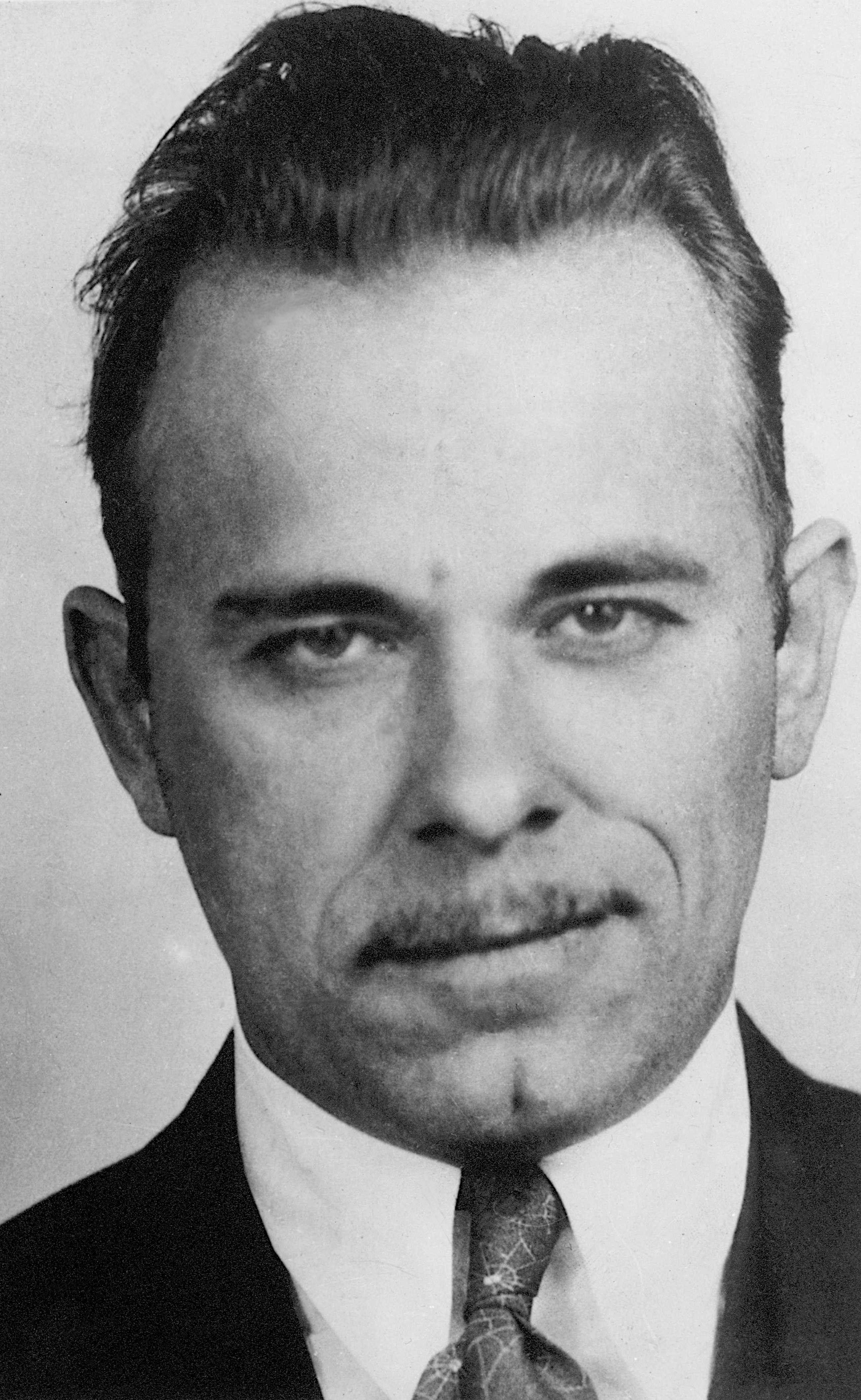
John Dillinger

- 1926 : Friedrich von Wieser, sociologue et économiste autrichien (° 10 juillet 1856).
- 1932 :
  - Reginald Fessenden, inventeur canadien, pionnier de la radio (° 6 octobre 1866).
  - Florenz Ziegfeld, impresario et producteur américain de Broadway (° 21 mars 1867).
- 1934 : John Dillinger, gangster américain (° 22 juin 1903).
- 1936 : Toni Kurz (° 13 janvier 1913) et Andreas Hinterstoisser (° 3 octobre 1914), alpinistes allemands.
- 1943 : Pierre Bordes, haut fonctionnaire français (° 28 décembre 1870).
- 1950 : William Lyon Mackenzie King, premier ministre du Canada de 1921 à juin 1926, de septembre 1926 à 1930 et de 1935 à 1948 (° 17 décembre 1874).
- 1963 : Valerio Valeri, prélat italien (° 7 novembre 1883).
- 1967 : Carl Sandburg, poète américain (° 6 janvier 1878).
- 1968 : Giovannino Guareschi, écrivain italien, auteur de Don Camilo (° 1er mai 1908).
- 1972 :  Charles de Chauton, fonctionnaire et historien local français (° 12 février 1894).
- 1985 : Paul Mondoloni, figure du grand banditisme corse et de la French Connection (° 27 septembre 1916).
- 1988 : André Rufiange, journaliste, scripteur et chroniqueur québécois (° 19 janvier 1930).
- 1996 : Léon Shenandoah, chef iroquois (° 1915).
- 1998 : Hermann Prey, baryton allemand (° 11 juillet 1929).
- 2000 :
  - Raymond Lemieux, chimiste canadien (° 16 juin 1920).
  - Claude Sautet, scénariste et réalisateur français (° 23 février 1924).

### XXIesiècle
- 2003 :
  - Oudaï Hussein (عُدي صدّام حُسين), homme politique irakien (° 18 juin 1964).
  - Qoussaï Hussein (قصي صدام حسين), homme politique irakien (° 17 mai 1966).
- 2004 :
  - Sacha Distel, chanteur français (° 29 janvier 1933).
  - Illinois Jacquet, saxophoniste de jazz américain (° 31 octobre 1922).
  - Serge Reggiani, acteur et chanteur français d'origine italienne (° 2 mai 1922).
- 2005 : Eugene Record, chanteur américain du groupe vocal The Chi-Lites (° 23 décembre 1940).
- 2007 :
  - Ulrich Mühe, comédien allemand (° 20 juin 1953).
  - Jean Stablinski, coureur cycliste français (° 21 mai 1932).
- 2009 : André Falcon, comédien français (° 28 novembre 1924).
- 2011 : Linda Christian, actrice mexicaine, ex-épouse de Tyrone Power (° 13 novembre 1923).
- 2013 : Dennis Farina, acteur et producteur de cinéma américain (° 29 février 1944).
- 2015 : Aleksandra Dunin-Wąsowicz, archéologue et académicien polonais ès sciences (° 10 juin 1932).
- 2021 : Jean-Yves Lafesse (Jean-Yves Charles Lambert dit), gagman radiophonique puis télévisé breton et français de canulars téléphoniques (° 13 mars 1957).
- 2023 : Édouard Labkovski, chanteur soviétique puis russe (° 24 juillet 1938).
- 2024 :
  - Yahia Gouasmi, homme politique et religieux chiite français (° 27 novembre 1949).
  - John Mayall, musicien de blues britannique (° 29 novembre 1933).
  - Andrzej Milczanowski, juriste et homme politique polonais (° 26 mai 1939).

## Célébrations
- En Asie extrême-orientale et ses diasporas : fin de la période dite de petite chaleur ou xiǎoshǔ (小暑 en chinois mandarin) commencée vers le 7 juillet ; 
  - le lendemain 23 juillet commence une période généralement de plus grandes chaleurs, dans l'hémisphère nord tempéré.
- Journée de l'approximation de pi (22 / 7 -pour 22 juillet le 7è mois- étant approximativement égal(e) à π, voir astrologie ci-après ?).

### Saints des Églises chrétiennes

#### Saints des Églises catholiques et orthodoxes
- Baudry († après 630) - ou « Beaufroi », « Baldric », « Baltfrid » ou « Walfroy »-, frère de sainte Beuve, fondateur de l'abbaye de Montfaucon dans le diocèse de Verdun en Lorraine, père spirituel de saint Wandrille.
- Corneille de Pereïaslav († 1693), originaire de Riazan au Tatarstan conquis par un tsar russe, moine au monastère des saints Boris et Gleb de Pereïaslav en Russie (aujourd'hui en Ukraine).
- Cyrille († 306), évêque à Antioche pendant trente ans, emprisonné et exilé sous l'empereur romain Dioclétien (fête majeure les 18 mars).
- Jérôme de Pavie (VIIIe siècle), évêque de Pavie en Lombardie (fête majeure le 30 septembre).
- Marie de Magdala (Ier siècle), qu'une tradition orientale distingue parfois de la pécheresse anonyme de l'Évangile de saint Luc qui fit irruption en plein repas de Jésus chez Simon le Pharisien et pleura sur ses pieds en les parfumant de nard; néanmoins patronne des parfumeurs (voire des prostitués).
- Ménélé († 720) - ou « Ménélée », « Méléré », « Ménéré », « Meneleus » ou « Mouvier »-, né en Anjou, moine à Cormery en Auvergne puis abbé et restaurateur de l'abbaye de Menat.
- Pancrace de Besançon († vers 346) -ou « Panchaire », « Panchère », « Pancaire »-, 6e évêque de Besançon, martyrisé par les officiers de l'empereur romain chrétien arien Constance II ; parfois fêté avec ses prédécesseurs et successeurs Hilaire et Just.

- Platon († entre 284 et 305), frère de saint Antiochus, martyr à Ancyre en Galatie sous l'empereur romain Maximien Hercule ; date occidentale, fêté le 18 novembre en Orient[5].

#### Saints et bienheureux des Églises catholiques
- Anne Wang, Lucie Wang Cheng, André Wang Triaquing et Marie Wang Lizhi († 1900), martyrs en Chine à Majiazhuang.
- Augustin Fangi de Bielle († 1493), bienheureux, prêtre dominicain de la congrégation de Lombardie, successivement prieur de Bielle, de Soncino, de Verceil, de Vigevano (fêtes majeures les 28 août et 27 mai).
- Philippe Evans († 1679), Prêtres et martyrs au Pays-de-Galles.
- Gautier († 1224), fondateur de la Maison hospitalière de la Miséricorde de Lodi.
- Jacques Lombardie (1737 - 1794), bienheureux, né à Limoges, curé de Saint-Hilaire-Foissac en Corrèze, martyr des pontons de Rochefort, mort sur le navire négrier pénitentiaire Deux-Associés.
- Jean Lloyd († 1679), Prêtres et martyrs au Pays-de-Galles.

- Laurent de Brindes (1559 - 1619), capucin et docteur de l'Église ; date de fête à Lisbonne, fêté ailleurs le 21 juillet[6].

- Martyrs massilitains (IIIe siècle), martyrs vraisemblablement à Maxula P(er)rates, aujourd'hui Radès en Tunisie.
- Philippe Evans et Jean Lloyd († 1679), jésuites et missionnaires, prêtres et martyrs au Pays de Galles sous Charles II d'Angleterre.

- Syntyché (Ier siècle)  - ou « Syntykhé », avec Évodie, deux femmes importantes dans l'Église de Philippes[7].

#### Saints orthodoxes?
Outre les saints œcuméniques voire pré-schismatiques ci-avant, aux dates parfois "juliennes" / orientales ... 

### Prénoms du jour
Bonne fête aux Madeleine et ses variantes et diminutifs : Madaléna, Maddalena, Maddie, Madelaine, Madeline, Madelon, Madelyne , Maden(n), Mado, Mady, Mag, Magda, Magdala, Magdalaine, Magdaleine, Magdalena, Magdaléna, Magdalène, Magdelaine, Magdeleine, Magdolna, Maialen, Malena, Maléna, Marie-Madeleine, Marie-Madelène, Meg, Megdelena, etc. (voir les Marguerite, Magali, etc., plutôt les 16 novembre par exemple, malgré la naissance ci-avant de Sainte Marguerite-Marie Alacoque ; Hélène et variantes les 18 août).
Et aussi aux Wandrille et ses dérivés : Wanda, Wandy, Wendy, etc.

## Traditions et superstitions

### Dictons
- « À la sainte-Madeleine il pleut souvent, car elle vit son maître en pleurant. »
- « À la sainte-Madeleine, l'amande est pleine. »
- « À la sainte-Madeleine, la noisette quitte sa gaine. »
- « À la sainte-Madeleine le raisin est formé et le blé renfermé. »
- « À la sainte-Madeleine, s'il pleut la figue est fort en peine. »
- « Le jour de Sainte Madeleine la noisette pleine, la figue mûre, le raisin coloré, le blé renfermé. »
- « Pour la sainte-Madeleine la noisette est pleine, le raisin coloré, le blé ferme. »
- « Sainte-Madeleine fait la noisette pleine, le blé épié et le raisin coloré. »[8]
- « Sainte-Madeleine pluie amène. Si elle ne dure pas longtemps, elle remplit le grenier de froment. »[9]
- « S'il pleut à la sainte-Madeleine, il pleut durant six semaines. »
- « S'il pleut à la sainte-Madeleine, on voit pourrir noix et châtaignes. »

### Astrologie
Signe du zodiaque : 31e et dernier jour du signe astrologique du Cancer.

## Toponymie
Plusieurs voies, places, sites ou édifices de pays ou régions francophones contiennent cette date sous diverses graphies : voir Vingt-Deux-Juillet .